# Spodiopogon rhizophorus
Spodiopogon rhizophorus är en gräsart som först beskrevs av Ernst Gottlieb von Steudel, och fick sitt nu gällande namn av Pilg.. Spodiopogon rhizophorus ingår i släktet Spodiopogon och familjen gräs. Inga underarter finns listade i Catalogue of Life.